# Hedensted Sogn
Hedensted Sogn er et sogn i Hedensted Provsti (Haderslev Stift).
I 1800-tallet var Store Dalby Sogn anneks til Hedensted Sogn. Begge sogne hørte til Hatting Herred i Vejle Amt. Hedensted-Store Dalby sognekommune indgik før kommunalreformen i 1970 i Hedensted-Daugård Kommune, som ved selve reformen blev udvidet til Hedensted Kommune.
I Hedensted Sogn ligger Hedensted Kirke.
I sognet findes følgende autoriserede stednavne:
- Fejring (bebyggelse)
- Gesager (bebyggelse, ejerlav)
- Hedensted (bebyggelse, ejerlav)
- Hedenstedskov (bebyggelse)
- Knæsted (bebyggelse)
- Lille Dalby (bebyggelse, ejerlav)
- Overholm (bebyggelse)
- Remmerslund (bebyggelse, ejerlav)
- Torup (bebyggelse, ejerlav)
- Vesterby (bebyggelse)
- Årup (bebyggelse, ejerlav)